# Älvestaån

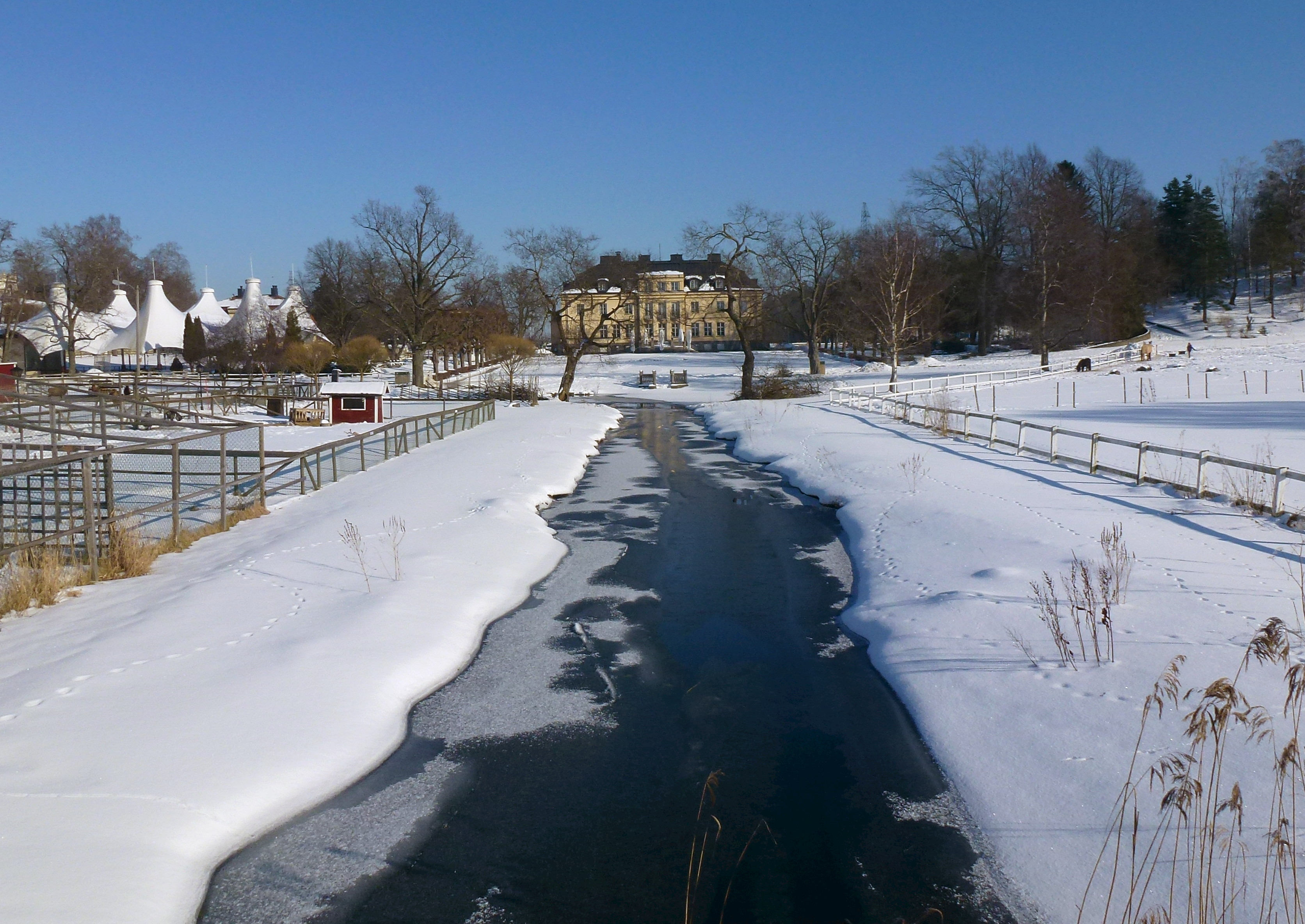
Älvestaån inom Hågelby gård.

Älvestaån (även Älvestabäcken) är ett vattendrag i Botkyrka kommun som rinner från sjön Aspen och ut i Tullingesjön vid Elvesta gård. Gårdens alternativa stavning är Älvesta gård som gav ån sitt namn. Ån har en fallhöjd på 17 meter och är ca 2,5 km lång varav 150 meter går i kulvert under Hågelby gård och Hågelbyleden. I Hågelby gårds parkanläggning är Älvestaån kanaliserad och en del av parkens gestaltning.

## Beskrivning
Älvestaån var tidigare en meandrande bäck som sammanband Aspen med Tullingesjön. Älvestaåns förlopp tar sin början vid Aspen nedanför Hågelby gård, där den är en del av parkens gestaltning. Utloppet inleds med en utgrävning av sjöstranden i form av en smal kanal in i parken med en längd av ca 140 meter och breddas till flera mindre dammar. Fortsättningen mot öst är kulverterad vid flera ställen och passerar Hågelbyleden. 
Under 1800-talet utdikades de odlade markerna vid Hågelby och den tidigare slingrande bäcken rätades ut. Bäcken gavs då det utseende som den har idag, ett brett, rakt dike som leder genom landskapet. Ungefär 300 meter öster om Hågelbyleden har Älvestaån sitt ursprungliga, slingrande förlopp kvar.
Söder om Elvesta gård har ån skapat en djup ravin. Brukningsvägen passerar den över en hög stenvalvskonstruktion. Till gårdsanläggningen hörde också en kvarnverksamhet belagd från 1600-talet. Driften var igång ända fram till 1930-talet. Den nuvarande kvarnbyggnaden intill ån är från 1850-talet.

## Bilder

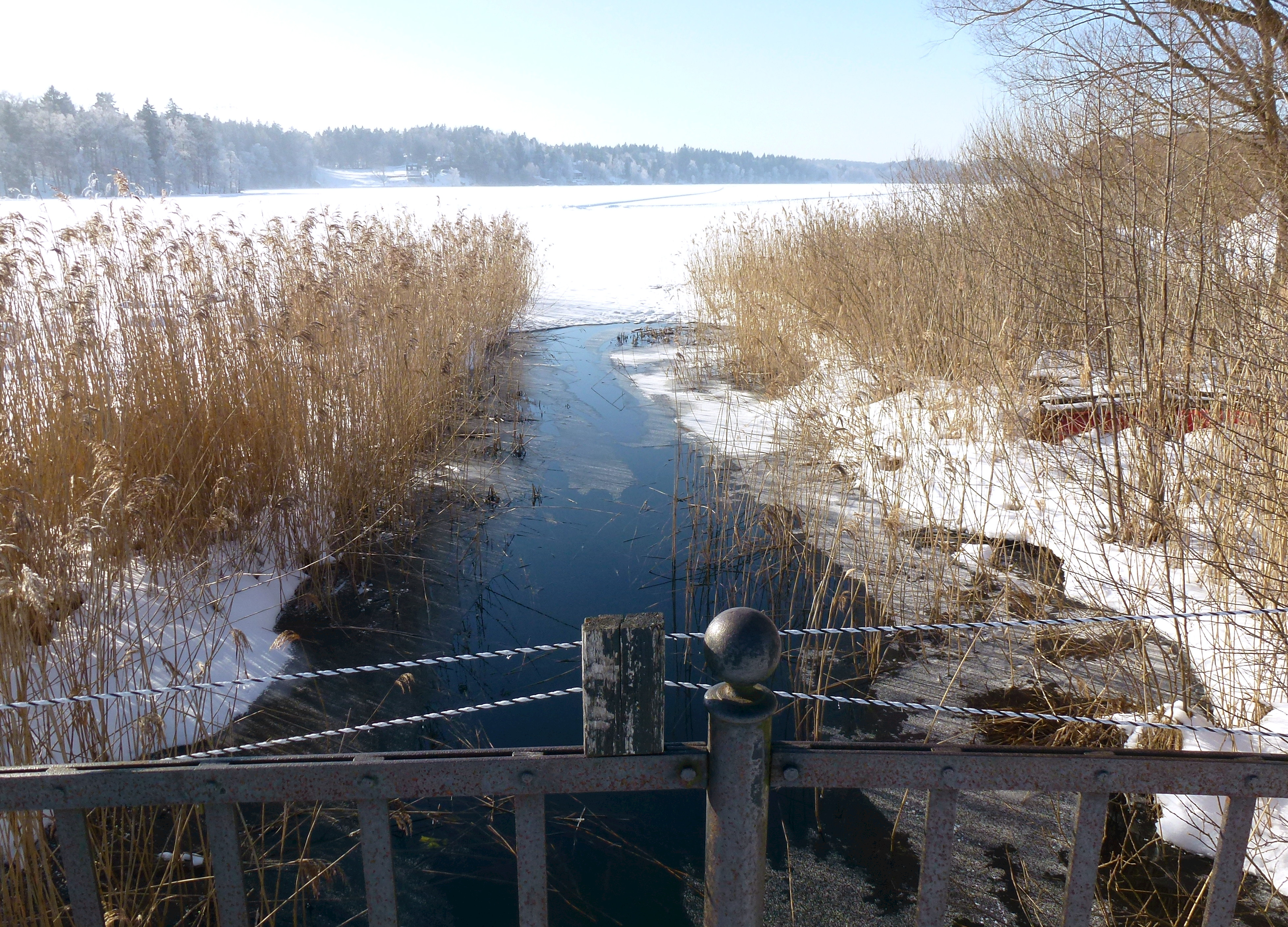
Älvestaåns början vid sjön Aspen
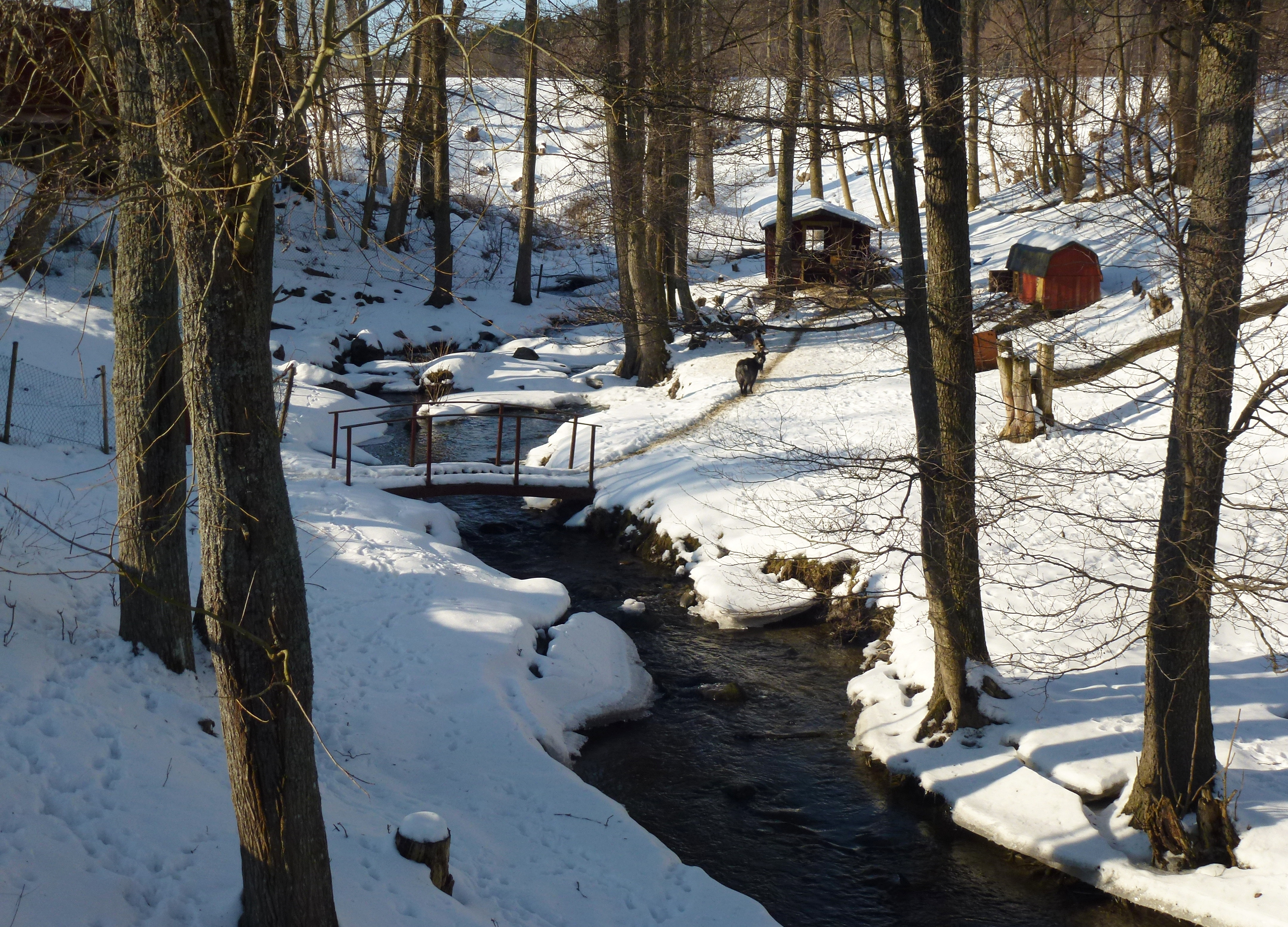
Älvestaåns ursprungliga förlopp vid Elvesta
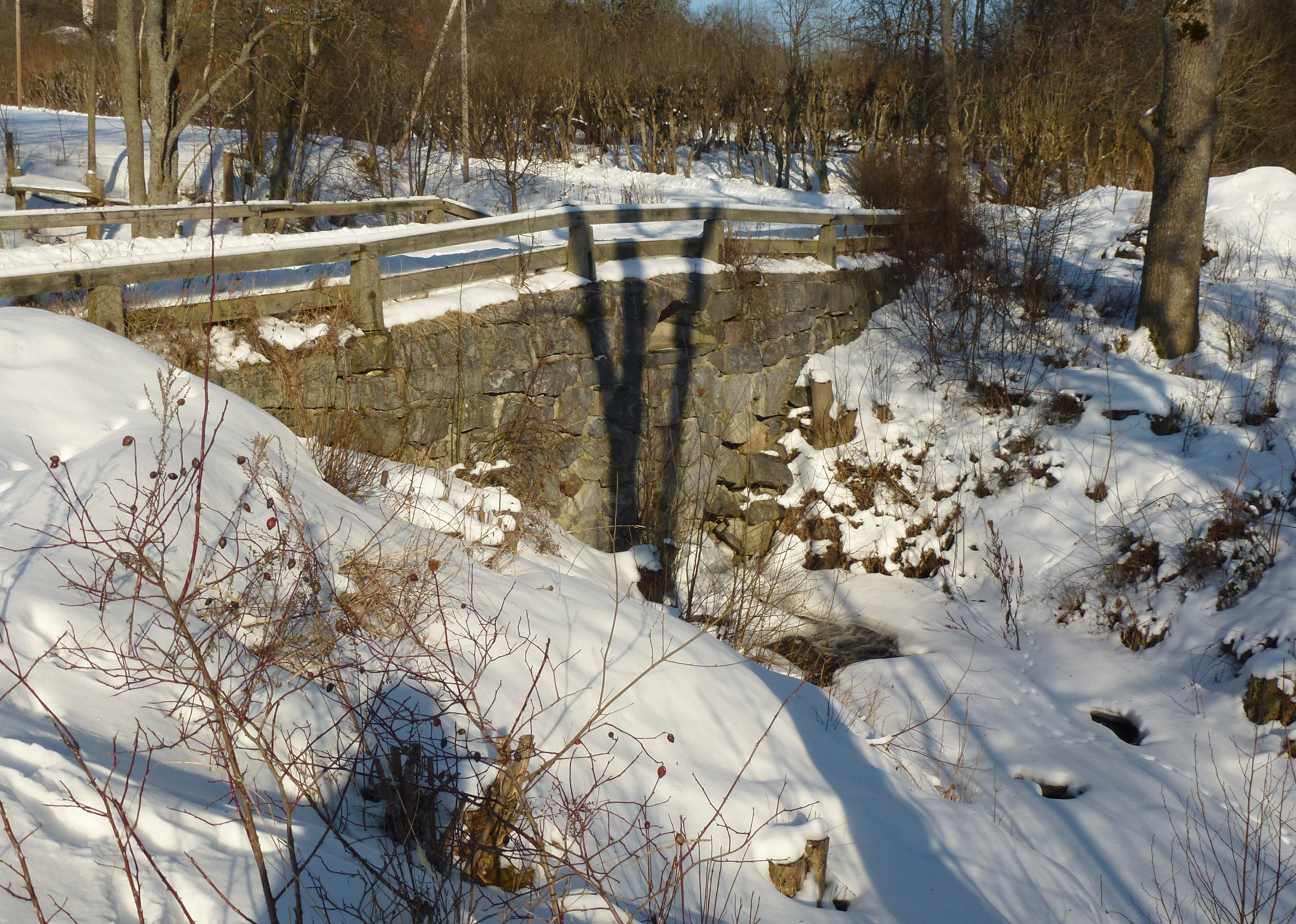
Bruksvägen med stenvalvsbron över ån vid Elvesta
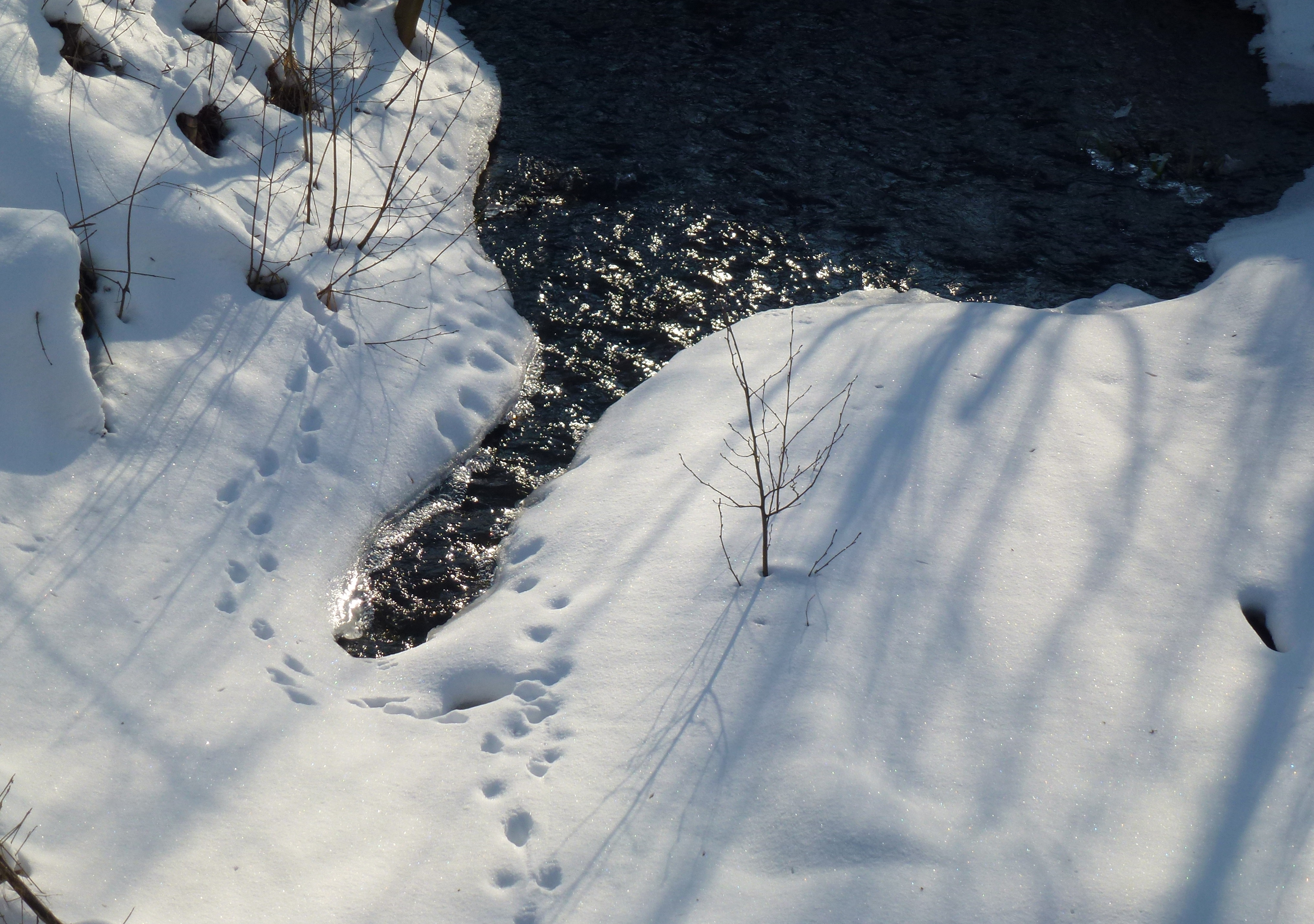
Älvestaåns mynning vid Tullingesjön